# Gomphandra tetrandra
Gomphandra tetrandra là một loài thực vật có hoa trong họ Stemonuraceae. Loài này được (Wall.) Sleumer mô tả khoa học đầu tiên năm 1940.